# Tachytrechus hamatus
Tachytrechus hamatus är en tvåvingeart som beskrevs av Friedrich Hermann Loew 1871. Tachytrechus hamatus ingår i släktet Tachytrechus och familjen styltflugor. Enligt den finländska rödlistan är arten otillräckligt studerad i Finland. Arten har ej påträffats i Sverige. Artens livsmiljö är öppna mellankärr. Inga underarter finns listade i Catalogue of Life.